# Muskrat Love
Muskrat Love è un brano musicale scritto da Willis Alan Ramsey e che narra la storia di due topi muschiati antropomorfici, di nome Susie e Sam. Inizialmente il brano fu registrato da Ramsey per il suo album Willis Alan Ramsey (1972), dove comparve con il titolo "Muskrat Candlelight", in riferimento al testo iniziale della composizione. Nel 1973 il celebre gruppo musicale pop rock America pubblicò una propria cover per l'album Hat Trick, reintitolata "Muskrat Love" e divenuta una canzone dal mediocre successo. Tuttavia, la versione ritenuta più popolare fu quella pubblicata nel 1976 dal duo Captain & Tennille, che raggiunse la 4ª posizione della Billboard Hot 100 e che divenne presto una delle canzoni più rappresentative del suo repertorio. Il singolo raggiunse anche la 2ª posizione della classifica di Cash Box e fu nominato come il 30° più grande brano del 1976.

## Versione degli America
Gli America registrarono una loro cover del brano, denominata "Muskrat Love", per il loro album Hat Trick del 1973: si trattava della seconda volta che la band registrava un singolo non scritto da nessuno dei suoi membri. Nel processo di creazione del loro album Hat Trick, i tre membri – Gerry Beckley, Dewey Bunnell e Dan Peek – si misero d'accordo affinché ognuno componesse tre brani, da includere nella lista dei dieci previsti per il disco. Con i tre alla ricerca di un ultimo brano da inserire, David Dickey, componente non ufficiale del gruppo e che suonava il basso elettrico, attirò l'attenzione dei suoi colleghi presentando a loro "Muskrat Candlelight" di Willis Alan Ramsey. Più tardi, Beckley dichiarò in proposito: «A noi sembrò avere un tono molto blues ed eccentrico. Sentimmo che era eccentrico e commerciale, e ci lavorammo su insieme».
"Muskrat Love" fu così rilasciato come singolo tratto dall'album Hat Trick (1973), sebbene Dan Peek abbia sottolineato come la Warner Bros. "odiasse il brano ed avesse implorato il gruppo di non pubblicarlo come singolo". Esso rappresentò infatti una sorta di allontanamento dall'immagine che la band aveva costruito sin dal suo debutto un anno prima. Al contrario dei loro precedenti singoli, la cover degli America non ebbe un successo particolarmente rilevante, raggiungendo la 67ª posizione nella Billboard Hot 100. Peek dichiarò che il singolo aveva raggiunto la Top 40 sull'onda dei loro precedenti successi, sebbene in realtà esso diede inizio ad un lieve calo nella popolarità del gruppo. Il brano ebbe invece una maggiore fortuna nella classifica Billboard Adult Contemporary, arrivando sino all'11º posto.
In'un'intervista del 2012, Gerry Beckley affermò riguardo al brano: «È un piccolo numero polarizzante. Dopo i nostri concerti, certe persone ci dicono che non riescono a credere che non l'abbiamo suonata, mentre altre ci ringraziano per non averla esibita».